# Hunnestad-Monument

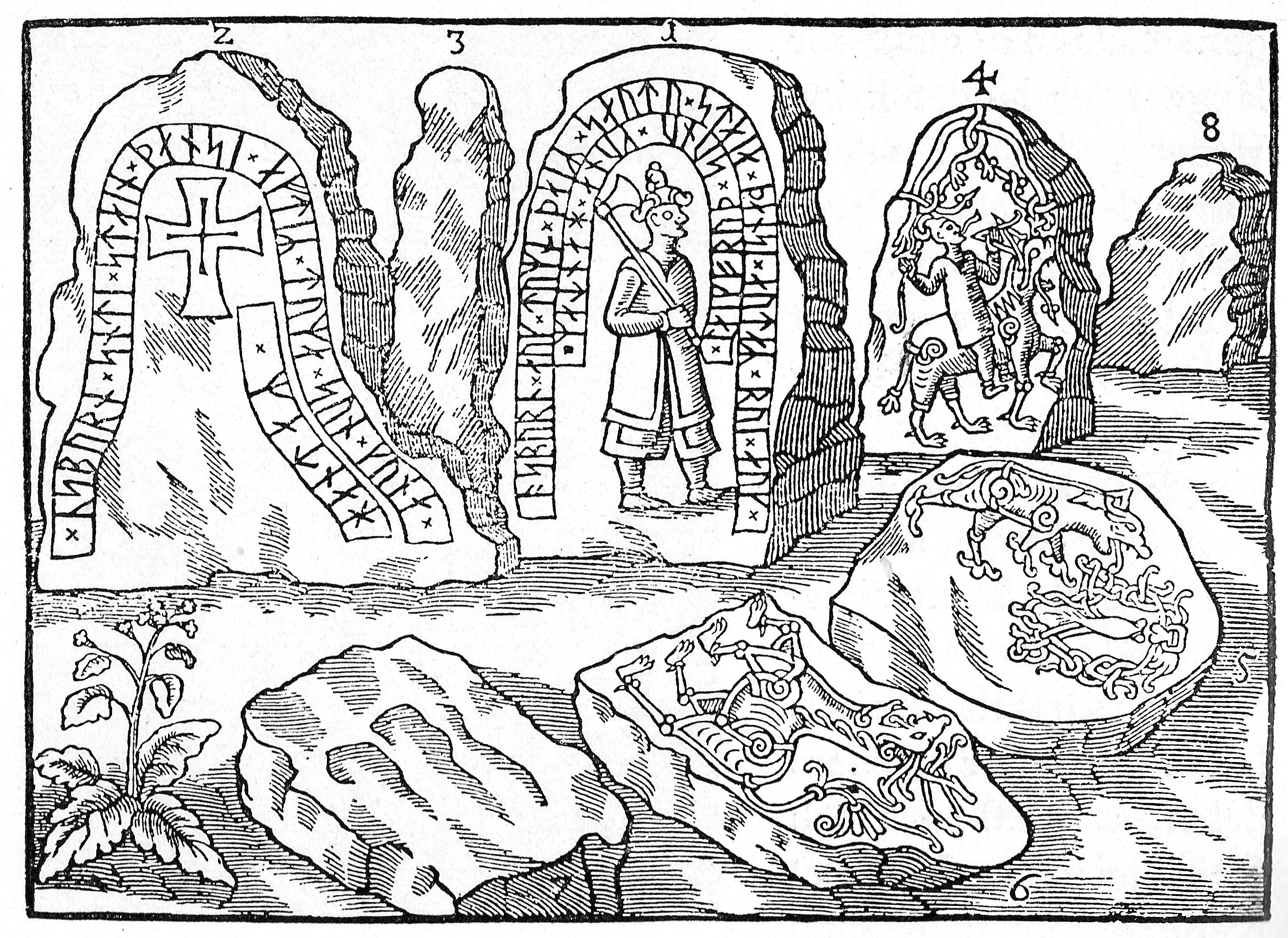
Das Hunnestad-Monument im Jahr 1626/27, gezeichnet von Jonas Skonsvig. Holzschnitt aus Ole Worms Danicorum Monumentorum.

Das Hunnestad-Monument (schwedisch Hunnestadsmonumentet; Samnordisk runtextdatabas DR 282–286) aus acht Steinen, darunter fünf Runen- und Bildsteine, gilt als das größte Denkmal der Wikingerzeit in Schonen. Es stand bei Hunnestad, einem Weiler nordwestlich von Ystad in Schweden.

## Geschichte
Die Steine wurden nacheinander aufgestellt, die Inschrift von DR 282 erinnert an einen der Auftraggeber von DR 283. Die Abbildung eines Kreuzes auf dem Stein DR 283 datiert diese, möglicherweise nachträgliche, Ritzung an das Ende der Wikingerzeit, kurz vor der Mitte des 11. Jahrhunderts. Nach Olsson wurden alle Steine zwischen 985 und 1035 errichtet, Wienberg datiert sie etwas früher, zwischen 970 und 1020. Inspiriert wurde das Denkmal wahrscheinlich von den Anlagen in Jelling in Dänemark, wo die kurz zuvor aufgestellten Runensteine von Jelling mit einer Schiffssetzung, den zwei Hügelgräbern und der Kirche von Jelling eine Denkmallandschaft bildeten.
Das Denkmal wurde um 1794 von Eric Ruuth, dem Besitzer von Schloss Marsvinsholm, zerstört. Es wurde jedoch zuvor für die Nachwelt dokumentiert. Jon Skonvig, der Zeichner des dänischen Reichsarchivars Ole Worm, fand das Denkmal 1626/27 auf einer Erhöhung in einem Acker vor. In der Nähe erkannte er Überreste eines großen Gebäudes. Von den acht Steinen waren drei umgestürzt. Ein Holzschnitt der Situation erschien 1643 in Worms Danicorum Monumentorum. Der Orientalist Magnus Dublar (1665–1735) fand es 1716 im selben Zustand vor.
Die zwei Steine DR 283 und DR 284 sowie zwei Fragmente von DR 282 wurden 1814 von Nils Henric Sjöborg wiedergefunden. Das fehlende Fragment von DR 282 wurde 1850 entdeckt. 1874 wurden die drei Steine nach Schloss Marvinsholm gebracht. 1913 gingen sie als Schenkung an die Universität Lund. Seit 1952 befinden sie sich im Freilichtmuseum Kulturen in Lund. 2020 wurde der Stein DR 285 in Hunnestad in einem Brückenfundament gefunden.

## Beschreibung
Fünf der Steine sind Bildsteine. Zwei Bildsteine tragen zusätzlich Runeninschriften. Auf dem Inschriftenstein DR 282, Olsson nennt ihn den Hauptstein der Gruppe, ist ein Axtträger dargestellt, eventuell ein Angehöriger der Warägergarde am byzantinischen Hof. Der zweite Inschriftenstein DR 283 zeigt unterhalb der Inschrift ein Georgskreuz, in das eine Swastika eingeschrieben ist.
Der Bildstein DR 284 soll die Riesin Hyrrokkin darstellen, die in der Snorra-Edda im Zusammenhang mit Balders Schiffsbestattung erwähnt wird. Sie reitet einen Wolf mit Schlangenzügeln. Auf dem 2020 geborgenen Stein DR 285 ist ein Tier abgebildet, möglicherweise wieder ein Wolf, das große Tier oder der Hirsch Eikthyrnir.
Der Bildstein DR 286, dessen Zeichnung allgemein als Wolf oder genauer als Fenriswolf interpretiert wird, und zwei weitere Steine, die bei Worm ohne Bild oder Inschrift dargestellt werden, sind weiterhin verschollen. Der achte Stein, bei Worm ebenfalls ohne Details, diente um 1950 möglicherweise in etwa 300 m Entfernung vom ursprünglichen Standort als Grenzmarkierung.

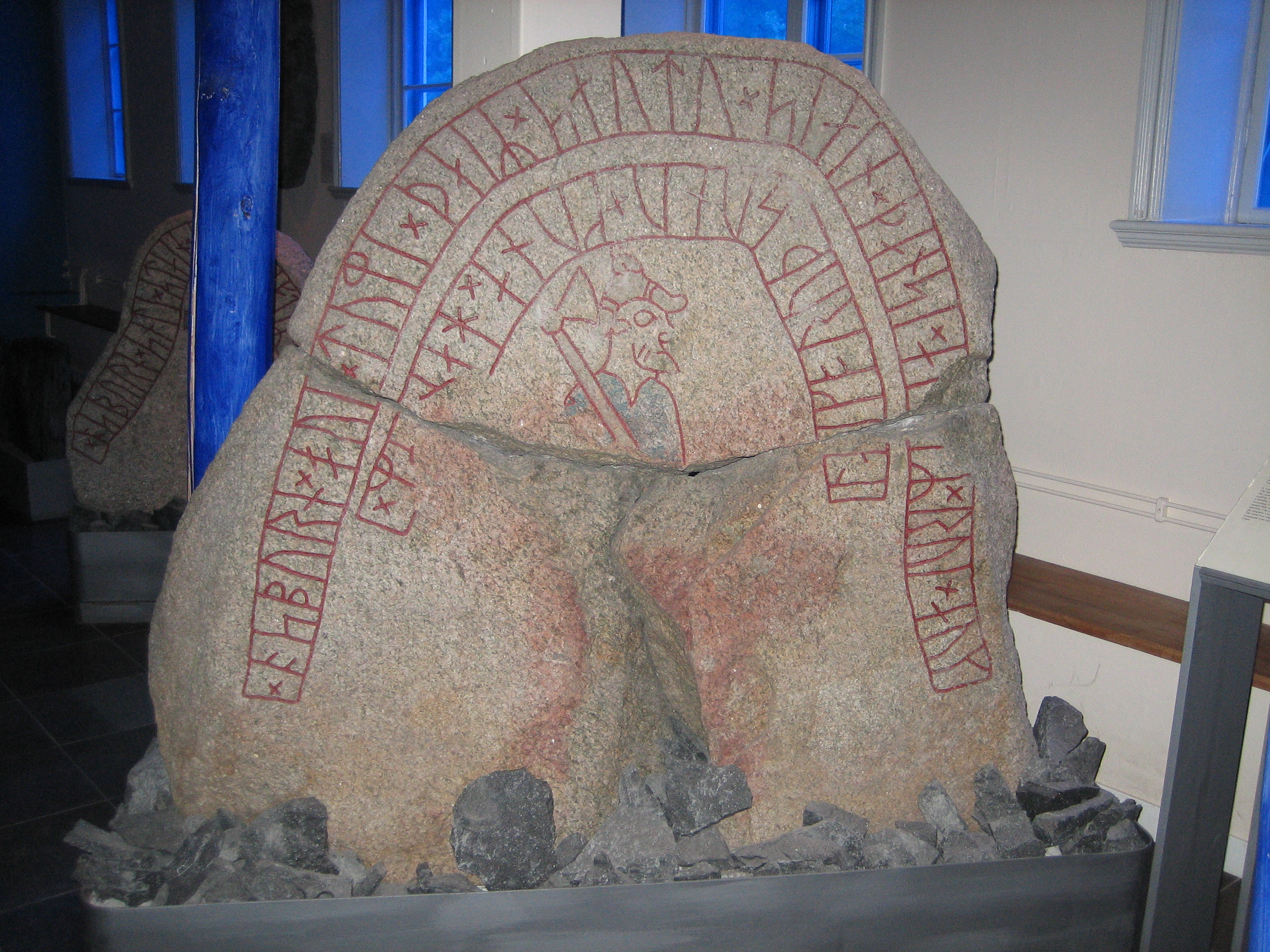
Bildstein DR 282 mit einem Axtträger
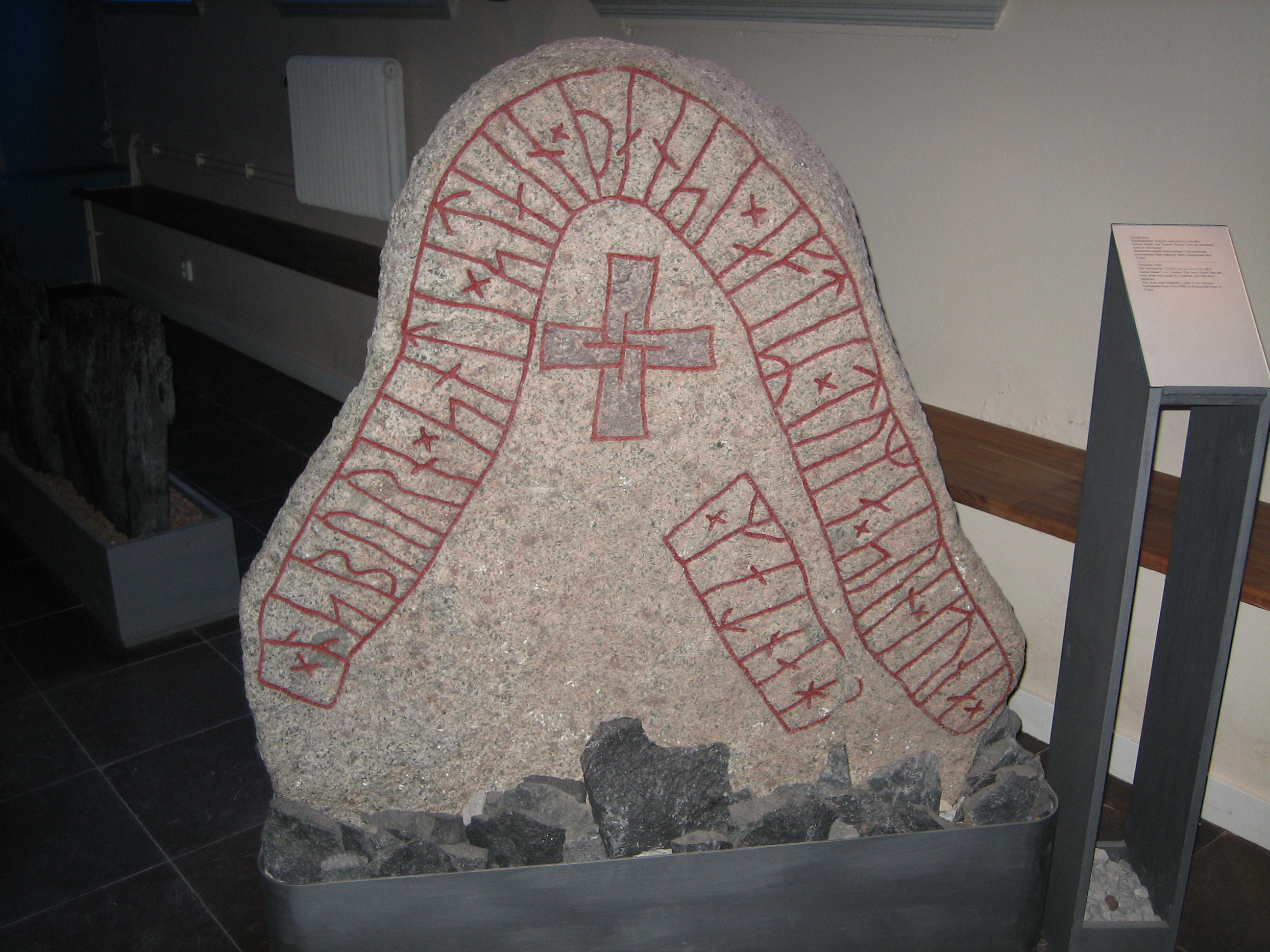
Bildstein DR 283 mit einem Kreuz
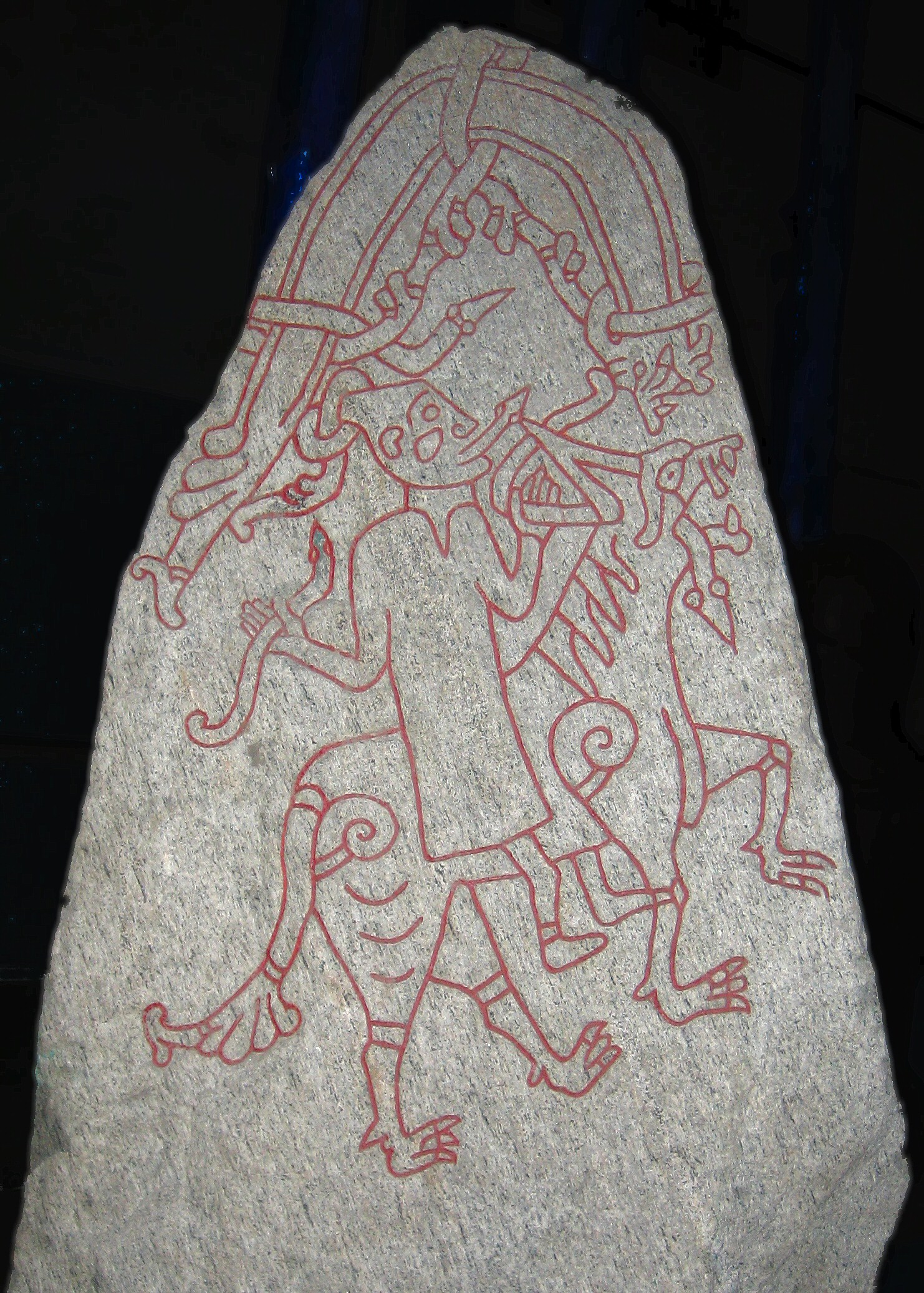
Bildstein DR 284 mit der Riesin Hyrrokkin
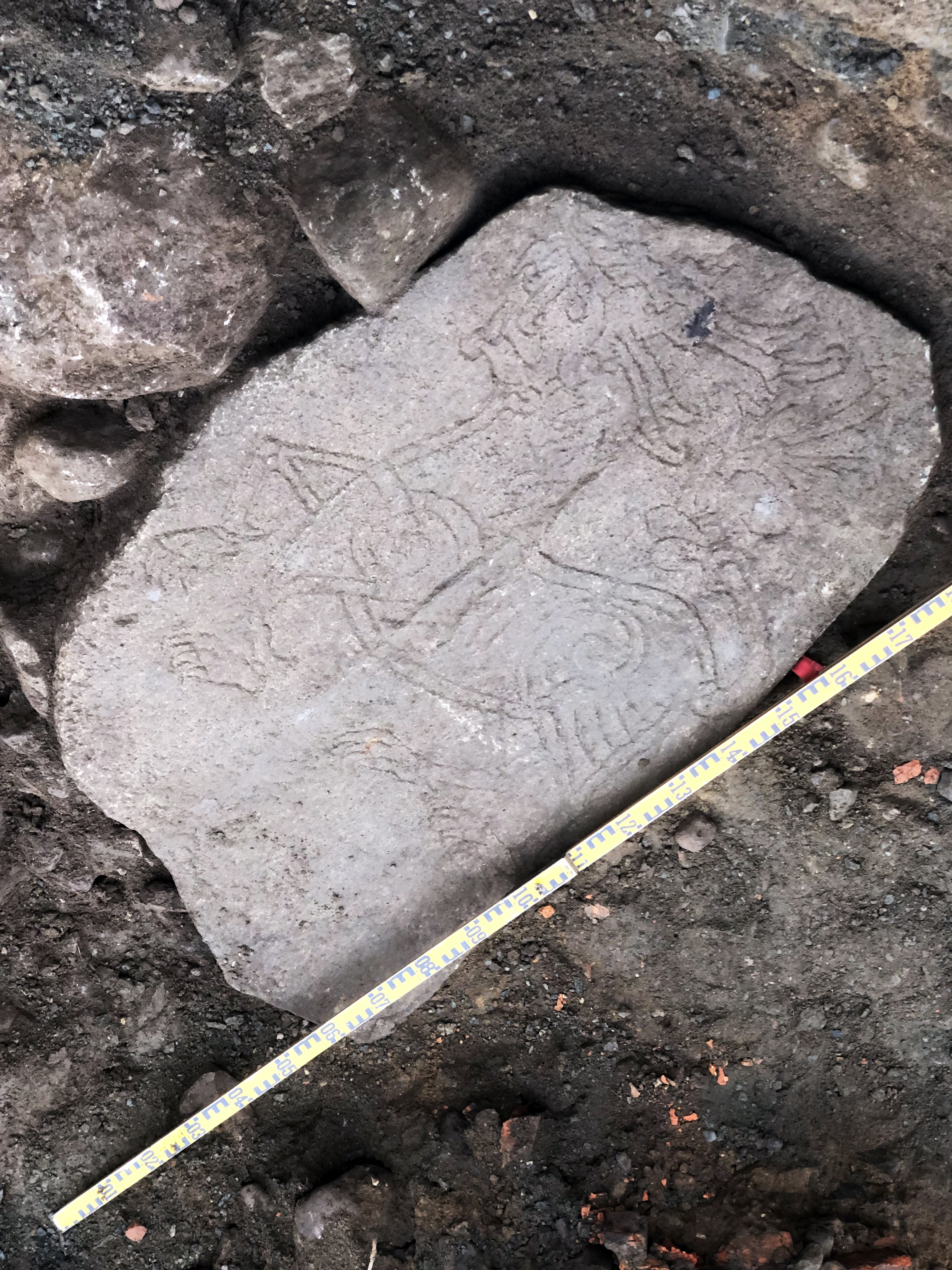
Bildstein DR 285 mit einer Tierdarstellung